# Stanisław Bombolski
Stanisław Bombolski (ur. 5 października 1883 w Warszawie, zm. 5 grudnia 1955 we Włocławku) – działacz socjalistyczny, związkowy i komunistyczny, wiceprezydent Włocławka (1945-1948).
Był samoukiem, od 1895 roku pracował w fabryce ceramicznej w Nowym Dworze. Od 1904 roku był członkiem PPS, a po rozłamie PPS w 1906 roku PPS-Lewicy. Od 1906 roku mieszkał z rodziną we Włocławku, gdzie do 1911 był robotnikiem w fabryce narzędzi i maszyn rolniczych. W latach 1912−1913 pracował w żegludze rzecznej, a podczas I wojny światowej w Zarządzie Miejskim we Włocławku.Od 1918 roku należał do KPRP. W 1919 roku członek Rad Delegatów Robotniczych we Włocławku i delegat fabryczny, w latach 1919-1920 członek Komitetu Okręgowego (KO) KPRP Kutno-Włocławek. Członek zarządu Związku Robotników Przemysłu Metalowego. Od 1922 pracował ponownie we włocławskim Zarządzie Miejskim. Od 1927 roku członek zarządu Kasy Chorych we Włocławku i zarządu spółdzielni "Przyszłość Pracy". W tym samym roku na 3 miesiące uwięziony za udział w zorganizowanym przez komunistów pochodzie pierwszomajowym. W 1945 roku wstąpił do PPR i został wiceprezydentem Włocławka (do 1948). Członek egzekutywy Komitetu Miejskiego (KM) PPR/PZPR we Włocławku. Kierownik kancelarii włocławskiego szpitala miejskiego od 1948.
Został pochowany na Cmentarzu Komunalnym we Włocławku.
Odznaczony Złotym Krzyżem Zasługi 29 kwietnia 1947 za zasługi w usprawnieniu administracji państwowej oraz samorządowej, Orderem Sztandaru Pracy I klasy 20 stycznia 1955.